# Clubiona excisa
Clubiona excisa là một loài nhện trong họ Clubionidae.
Loài này thuộc chi Clubiona. Clubiona excisa được Octavius Pickard-Cambridge miêu tả năm 1898.